# 88 Aquarii
88 Aquarii (c² Aquarii) é uma estrela na direção da Aquarius. Possui uma ascensão reta de 23h 09m 26.76s e uma declinação de −21° 10′ 20.9″. Sua magnitude aparente é igual a 3.68. Considerando sua distância de 234 anos-luz em relação à Terra, sua magnitude absoluta é igual a −0.60. Pertence à classe espectral K1III.